# Fern Hobbs

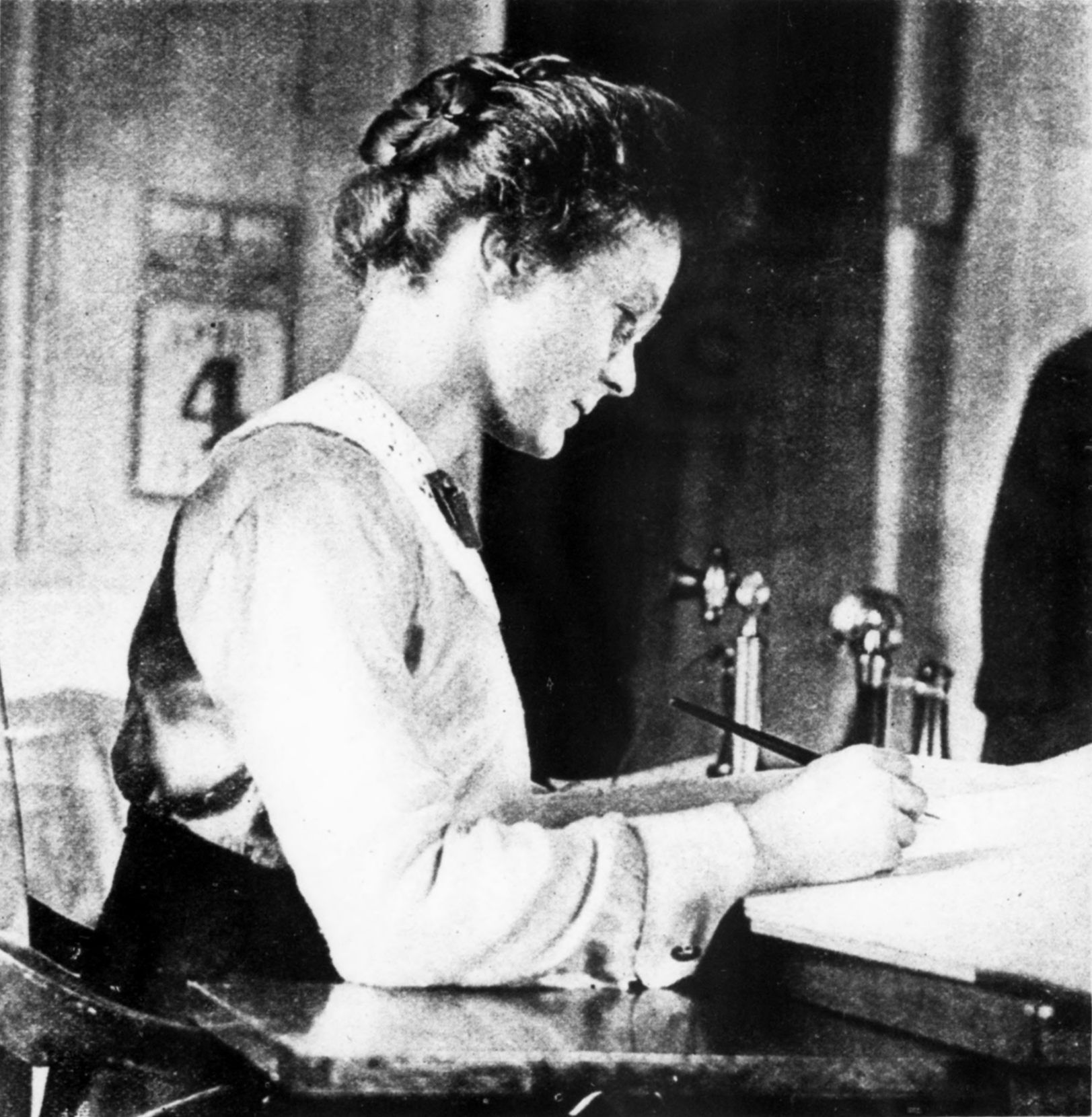
Fern Hobbs (1913)

Fern Hobbs (* 8. Mai 1883 in Bloomington, Nebraska; † 10. April 1964) war die Privatsekretärin von Oswald West, Gouverneur des US-Bundesstaates Oregon, die landesweit Schlagzeilen machte, als dieser sie in die im Osten Oregons liegende Stadt Copperfield entsandte, damit sie dort die Einsetzung des Ausnahmezustandes durchsetzte. Später in ihrem Leben war sie für das Amerikanische Rote Kreuz und die Zeitung Oregon Journal tätig.

## Frühes Leben
Hobbs war die Tochter von John Alden Hobbs und Cora Bush Hobbs. 1904 zog die Familie von Nebraska nach Hillsboro um und Fern begann, für J. Wesley Ladd in Portland zu arbeiten. Neben ihrer Arbeit beteiligte sie sich auch an der Erziehung ihrer jüngeren Geschwister und studierte Stenographie und Jura. 1913 machte sie ihren Abschluss am Willamette University College of Law, das sie mit einem LL.B. verließ.

## Copperfield, Oregon
Nach dem Abschluss von der Rechtsschule begann Hobbs, für Oswald West, dem Gouverneur Oregons, als Privatsekretärin zu arbeiten. In dieser Funktion schickte sie West am 2. Januar 1914 mit einer Gruppe von sechs Bewaffneten nach Copperfield, Oregon. Zu dieser gehörte B.K. Lawson, ein Wärter des Staatsgefängnisses von Oregon. Ihre Anweisungen erstreckten sich darauf, Gesetz und Ordnung in der Kleinstadt im Osten Oregons wiederherzustellen. Copperfield, am Snake River im Baker County gelegen, war wegen verschiedener mit der Eisenbahn und einem Kraftwerk zusammenhängenden Bauprojekten gewachsen. Gemeinsam mit den Arbeitsplätzen kamen Bars, Bordelle, Tanzsäle und Spielhöllen. 1500 Arbeitskräften waren wegen des Eisenbahnbaus oder des Kraftwerks in die Region gekommen. Daher hatte sich eine allgemeine Gesetzlosigkeit verbreitet, da es in der Stadt keinerlei Polizeikräfte mehr gab und auch die örtlichen Regierungsbeamten zu Barkeepern wurden. Zu diesem Zeitpunkt war der Verkauf von Branntwein im Staat Oregon illegal. Aufgrund dieser Probleme hatten einige Einwohner die Staatsregierung um Hilfe gebeten.
Aufgrund dieses Appells hatte Gouverneur West die Führung des Countys aufgefordert, die Ordnung wiederherzustellen, die Saloons zu schließen und den Rücktritt der korrupten Stadtführung bis zum 25. Dezember 1913 zu erzwingen. Die Verantwortlichen in der Countyverwaltung blieben jedoch untätig und deswegen entsendete West Hobbs vor Ort. Hobbs war eine zierliche Frau, die nur etwa 160 Zentimeter groß war und weniger als 50 Kilogramm wog. Die Frau kam mit ihren Begleitern an, um die Ordnung wiederherzustellen und mit dem Befehl, falls nötig, den Ausnahmezustand zu verhängen. Nachdem die Stadtvertreter zu einem Treffen um 14:30 Uhr am 3. Januar 1913 versammelt wurden, weigerten sich die Vertreter, von ihren Posten zurückzutreten und deswegen wurden sie auf Hobbs’ Anweisung verhaftet und der Ausnahmezustand verhängt. Sodann wurde die Stadt entwaffnet und die Ordnung wiederhergestellt, indem die Ausstattung der Spielhallen und Waffen konfisziert und die Saloons geschlossen wurden. Hobbs hinterließ Lawson als Verantwortlichen und nahm den 16:00-Uhr-Zug aus der Stadt. Sie machte einen Abstecher zum County Seat in Baker City, um die Stadtvertreter offiziell vor einem Richter absetzen zu lassen, bevor sie zum Regierungssitz des Staates Oregon nach Salem zurückkehrte. Bei den Ereignissen handelte es sich um das erste Mal, dass in Oregon seit dem Amerikanischen Bürgerkrieg der Ausnahmezustand verhängt worden war.
Diese Ereignisse machten sie damals zu berühmtesten Frau in Oregon. Hobbs machte auch landesweite und internationale Schlagzeilen mit der Affäre. Wie der Schriftsteller Stewart Holbrook feststellte, „In der Provinz New York City beispielsweise drängte die Copperfield-Affäre drei Tage lang den Fall Becker-Rosenthal von der Titelseite.“

## Späteres Leben
Im Jahr 1917, als die Vereinigten Staaten in den Ersten Weltkrieg eintraten, begann ihre lange Verbindung mit dem Roten Kreuz. Von 1917 bis 1922 war sie in Europa tätig, unter anderem als Leiterin der Abteilung für die Opfer in Paris. In dieser Position war Hobbs verantwortlich für die Benachrichtigung der Angehörigen der Gefallenen. Später kehrte Hobbs nach Europa zurück und arbeitete im Rheinland, als dieses in den 1930er Jahren durch Frankreich besetzt war. Nachdem sie nach Oregon zurückgekehrt war, begann sie, als Sekretärin beim Oregon Journal zu arbeiten. Hobbs ging 1948 in Rente.
Der aus Oregon stammende Autor Stewart Holbrook interviewte Hobbs Anfang der 1950er Jahre, einige Jahre nach ihrer Pensionierung und stellte fest, dass sie „immer noch 104 Pfund wiegt. Ihre Augen sind klar und blau hinter den Gläsern. Es gibt kein graues Haar auf ihrem Kopf. Sie lebt ruhig, wie sie immer gelebt hat, außer in diesen dreadful Tagen vor so langer Zeit.“ Holbrook notierte während seines Interviews, dass „das Thema Copperfield sie langweilt“ und beendet seinen Bericht über sie:
„Sie sprach viel lieber über ihre beiden Jahre mit dem Roten Kreuz im Ersten Weltkrieg, in Frankreich, und mit der amerikanischen Besatzungsarmee in Deutschland. Das, sagt sie, und ihre Augen leuchten auf, war ein richtiges Abenteuer. Man versteht (gathers), dass sie die Angelegenheit in Copperfield nur als einen deplorable Zwischenfall betrachtet.“